# Aisne
|  | Per a altres significats, vegeu «Aisne (desambiguació)». |

L'Aisne(02) (antigament, Ainna, en picard, Ainne) és un departament francès situat a la regió dels Alts de França. Pren el seu nom del riu homònim. La seva capital és Laon.

## Geografia
El departament és situat en el nord de França. Limita al nord amb el Nord, al nord-est amb Bèlgica, a l'est amb les Ardenes, al sud-est amb el Marne, al sud-oest amb Sena i Marne, a l'oest amb l'Oise, i al nord-oest amb el Somme.

## Història
El departament de l'Aisne és un dels vuitanta-tres departaments creats el 4 de març de 1790, en aplicació de la llei del 22 de desembre de 1789, durant la Revolució Francesa. Es formà a partir de territoris fins aleshores pertanyents a les antigues províncies de l'Illa de França (Laonnois, Soissonnais, Noyonnais i Valois) i la Picardia (Thiérache i Vermandois).
De 1960 a 2015 l'Aisne era un departament de la regió de la Picardia.

## Administració
Un prefecte nomenat pel govern francès és l'alta representació estatal i un consell de 42 membres escollits per sufragi universal nomena un president, que deté el poder executiu.
El departament és dividit en 5 districtes, 21 cantons, 20 estructures intercomunals i 800 comunes.

## Llengües
Les llengües del departament de l'Aisne eren:
- Picard al nord.
- Xampanyès al sud.
- Francès de l'Illa de França al centre i al sud.